# Переволочно
Переволо́чно (бел. Перавало́чна, Перавалачна) — озеро в Оршанском районе Витебской области, Белоруссия. Площадь 0,13 км². Высота над уровнем моря — 162,7 м.
Длина 0,52 км. Наибольшая ширина 0,3 км. Длина береговой линии 1,42 км. Склоны котловины высотой 2—3 м, пологие, поросли лесом. Берега низкие.
Расположено в бассейне реки Оршица, в 24 км к северу от города Орша, в 2 км к юго-западу от деревни Лисовские.